# Ladislav Chudík
Ladislav Chudík (Hronec, 27 de mayo de 1924 - Bratislava, 29 de junio de 2015) fue un actor, director de teatro y político eslovaco.

## Biografía
Ladislav Chudík estudió en la Facultad de Filosofía de la Universidad de Bratislava hasta 1944 y tomó clases de actuación en el Conservatorio Estatal de Bratislava. Luego trabajó como actor y desde 1964 también como conferenciante. En 1968, dejó Checoslovaquia y se fue a Viena. Después de regresar a casa, asumió un papel de personaje con el médico jefe de la serie de televisión Nemocnice na kraji mesta de 1977/78, que lo hizo internacionalmente conocido. En el período de agitación en 1989/90 fue Ministro de Cultura de la República Eslovaca.

## Filmografía
Como actor
- 1947: Varúj...!
- 1951: Priehrada
- 1954: Expres z Norimberka
- 1955: Muj prítel Fabián
- 1958: Cerný prapor
- 1959: Muz, ktorý sa nevrátil
- 1959: Posledný návrat
- 1961: Osení
- 1961: Piesen o sivom holubovi
- 1962: Zbabelec
- 1962: Polnocná omsa
- 1966: Smrt prichádza v dazdi
- 1967: Vrah zo záhrobia
- 1971: Luk královny Dorotky
- 1973: Podezrení
- 1974: Do zbrane kuruci!
- 1975: Sokolovo
- 1975: Az idök kezdetén
- 1976: Do posledneho dychu
- 1976: Jeden stribrny
- 1977: Soldaty svobody
- 1978: Osvobození Prahy
- 1983: Sol nad zlato
- 1984: Výlet do mladosti
- 1985: Vergeßt Mozart
- 1987: Mahuliena zlatá panna
- 1999: Vsichni moji blízcí
- 2009: Kawasakiho ruze

Serie
- 1978–1981: Nemocnice na kraji mesta